# Цауза (Виченца)
Цауза је насеље у Италији у округу Виченца, региону Венето.
Према процени из 2011. у насељу је живело 17 становника. Насеље се налази на надморској висини од 672 м.